# Skamkänsla

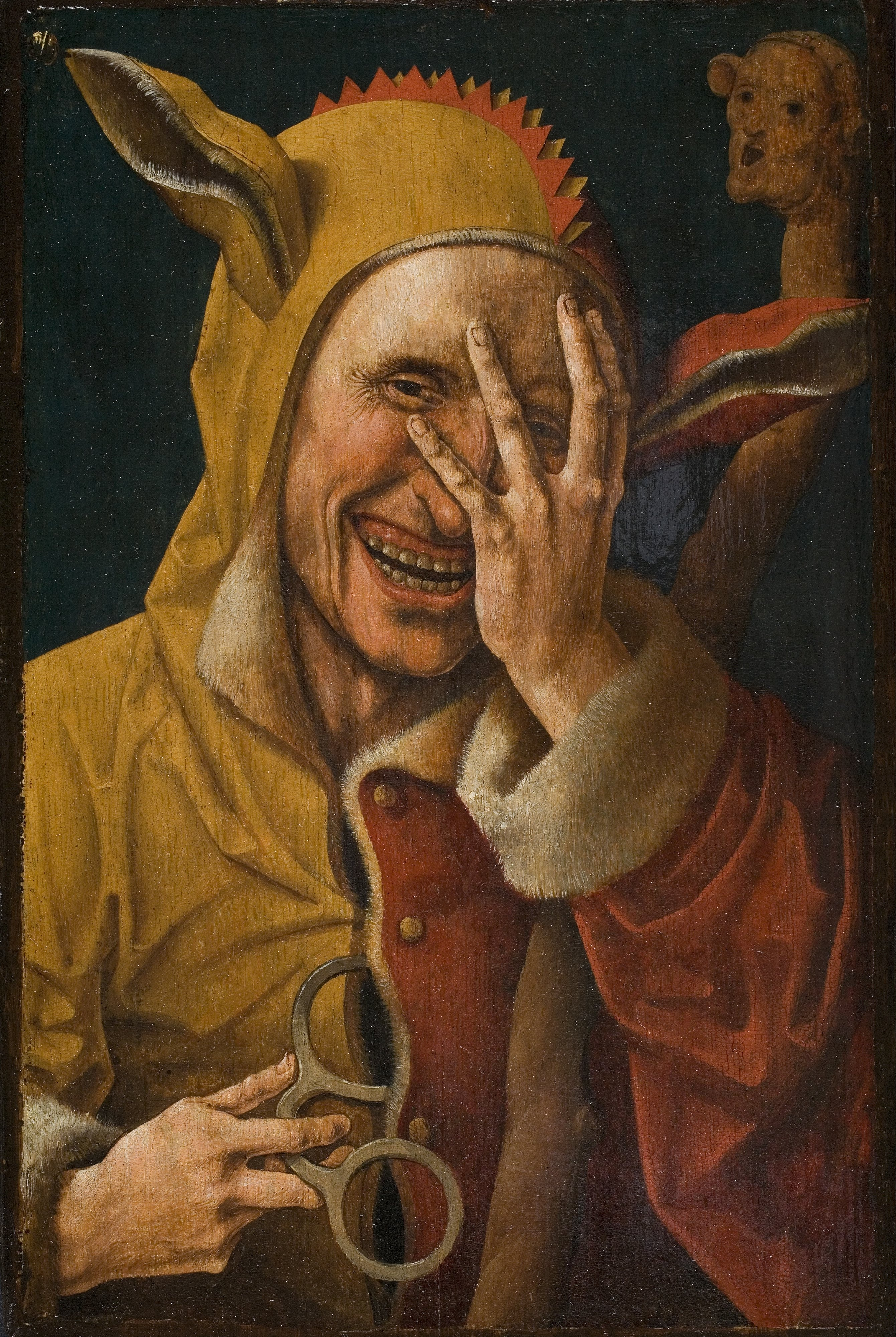
Den skrattande dåren, av okänd nederländsk konstnär, 1500-talet.

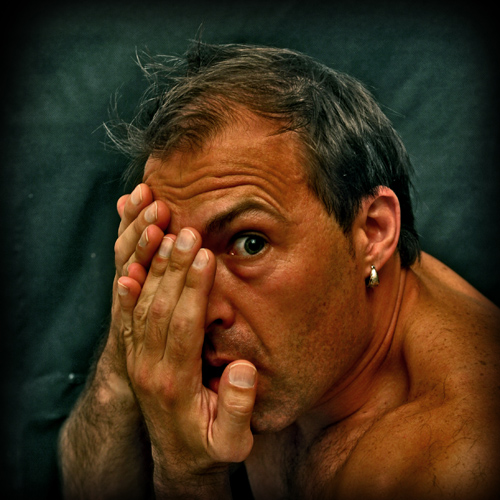
Shamed Man, fotografi av Victor Bezrukov.

Skamkänsla är en upplevelse av att förlora sitt anseende eller gillande hos andra, vare sig upplevelsen är korrekt eller inte. Skamkänslor handlar om föreställningar om hur andra uppfattar ens egen person, vad man har gjort, eller vad man har sagt. Skamkänslor beror på självkritik och ångest inför omgivningens åsikter, samt på social kompetens. Skuldkänslor har istället sin grund i att svika sitt eget samvete och är en fråga om moral.
Föreställningar som skamkänslor härrör från, grundar sig i personers idealjag, den de vill vara. Idealjaget är det föreställda jag som manifesterar överjaget, det vill säga som lever upp till de värden och de normer som personen har, mer eller mindre omedvetet. Överjaget bildas enligt den psykoanalytiska teorin ungefär samtidigt som oidipalperioden, som inträffar ungefär mellan 3 och 6 års ålder, och som i normalfallet nyanseras genom socialisation fortlöpande under levnaden. Till skillnad från samvetets utveckling, uppkommer förmågan att känna skam när barnet under fasen konfronteras med att inte lyckas vara självständig eller klara av vad de vuxna förväntar sig. Under samma fas finns det också hos barnet en drivkraft att testa sin förmåga med initiativ och en övertro till sina förmågor. De första skamkänslorna uppkommer när barnet inser att det inte räckte till, att det gjort bort sig.
Skamkänslor, oavsett ålder, inträffar när personen konfronteras med att något som den gjort eller sagt, ett tillkortakommande, eller något personlighetsdrag, inte lever upp till idealjaget. Skamkänslor kan också uppstå vid en personlig kris som uppstått på grund av personens egna misslyckande, eller för att personen brutit mot ett tabu. Ofta uppstår skamkänslan i mötet med andra människor, vilka man antar ser ens person eller handling på samma sätt. Skamkänslan kan hanteras med olika försvarsmekanismer, och fysiskt ge sig till känna genom rodnad, att undvika blickar, gå med sänkt huvud, ångest med mera. Beroende på hur omgivningen egentligen ser på det personen själv skäms för, kan omgivningen reagera med skandalisering, stigmatisering, utfrysning, öppen avsky, likgiltighet, acceptans, eller med humor.
Störningar i överjagsutvecklingen leder till en störd förmåga att känna eller hantera skamkänslor. Personer med histrionisk personlighetsstörning får inte skamkänslor för ett uppförande som andra uppfattar som stötande, medan människor med fobisk personlighetsstörning kan ha skamkänslor utan att det finns någon reell orsak. För att skamingivande situationer ska uppkomma krävs att personen antingen har dålig självkontroll, saknar kapacitet att leva upp till idealjaget, eller är omedveten om sitt idealjag och handlar oreflekterat. Människor som upprepade gånger utsätter sig för situationer som leder till skamkänslor och samtidigt idkar självkritik, har ett självdestruktivt och straffsökande beteende, eftersom skamkänslor sänker självkänslan.